# Marios Chadziandreu
Marios Chadziandreu, gr. Μάριος Χατζηανδρέου (ur. 19 września 1962 w Nikozji) – cypryjski lekkoatleta, specjalizujący się w trójskoku.
Dwukrotnie zdobył złoty medal w trójskoku na igrzyskach śródziemnomorskich, a także raz na igrzyskach Wspólnoty Narodów (w 1990). Wystąpił na dwóch igrzyskach olimpijskich. Trzykrotny złoty medalista igrzysk małych państw Europy. Reprezentant kraju w zawodach pucharu Europy. Dwukrotny mistrz Grecji.

## Wyniki
| Rok  | Impreza                    | Miasto                  | Pozycja | Dyscyplina | Wynik   | Źródło |
| ---- | -------------------------- | ----------------------- | ------- | ---------- | ------- | ------ |
| 1987 | Igrzyska śródziemnomorskie | Latakia, Syria          | 1.      | Trójskok   | 16,49 m | [ 2 ]  |
| 1988 | Igrzyska Olimpijskie       | Seul, Korea Południowa  | 21.     | Trójskok   | 15,95 m | [ 1 ]  |
| 1990 | Igrzyska Wspólnoty Narodów | Auckland, Nowa Zelandia | 1.      | Trójskok   | 16,95 m | [ 3 ]  |
| 1990 | Mistrzostwa Europy         | Split, Jugosławia       | 10.     | Trójskok   | 16,63 m | [ 7 ]  |
| 1990 | Finał Grand Prix IAAF      | Ateny, Grecja           | 2.      | Trójskok   | 16,91 m | [ 8 ]  |
| 1991 | Igrzyska śródziemnomorskie | Ateny, Grecja           | 1.      | Trójskok   | 17,13 m | [ 2 ]  |
| 1992 | Igrzyska Olimpijskie       | Barcelona, Hiszpania    | 39.     | Trójskok   | 15,64 m | [ 1 ]  |
| 1994 | Mistrzostwa Europy         | Helsinki, Finlandia     | 16.     | Trójskok   | 16,07 m | [ 9 ]  |

## Rekordy życiowe
- Trójskok – 17,13 (1991) rekord Cypru
- Trójskok (hala) – 16,88 (1988) rekord Cypru